# 北翟路
北翟路是中華人民共和國上海市長寧區和閔行區的一條道路，西起嘉閔高架路與北青公路相連，東至中環線與長寧路相連。以公路起始點北新涇和諸翟命名。道路始建於中華民国14年(1925年)，工部局越界筑路，修建從北新泾至华漕的道路，當時道路名稱以上海公共租界工部局总董庇亚士的名字命名为庇亚士路（Pearce Road）。中華民國32年（1943年）更名為西湖路。中華民国34年（1945年）該道路延伸至诸翟镇，改称為北翟路。

## 主要交汇道路（东向西）
- 北虹路（中环路）接长宁路（北横通道）
- 剑河路
- 淞虹路
- 协和路
- 外环高速
- 绥宁路
- 七莘路/华江路（虹翟高架路）
- 申昆路
- 申长路/申长北路
- 华翔路（ 嘉闵高架路）接北青公路（ 沪常高速）